# Ліз Шерман
Ліз Шреман (англ. Liz Sherman) — це вигаданий персонаж коміксів видавництва Dark Horse Comics про Хеллбоя та Б. П. Р. О., придуманий сценаристом та художником Майком Міньйолою. Вперше Ліз з'являється в коміксі Hellboy: Seed of Destruction 1994 року. Після того дівчина з'являлася в багатьох коміксах, двох мультфільмах та в фільмах 2004-го року і 2008-го року.
Ліз Шерман — це дівчина-пірокінетик і агент Б. П. Р. О.

## Біографія
Народилася в Канзас-Сіті, штат Канзас, 15 квітня 1962 року. Спершу вона була звичайною дитиною, доки в 10 років не почали проявлятися її пірокінетичні здібності. Ліз почала навідувати священник і той сказав їй, що пожежі це наслідок гріхів. За короткий час дівчині вдається навчитися контролювати себе за допомогою поєднання молитви та сили волі. Однак у липні 1973-го вона втрачає контроль над собою. У результаті виверження Ліз спалює ціли квартал, разом зі своїми батьками, братом та псом.
У 1980-му році Ліз потрапила в Бюро Паранормальної Розвідки та Оборони, де знову почала вчитися контролювати свої сили. Під час подій коміксу Wake the Devil Шерман веде групу з себе, Бада Валлера та Сідні Ліча до замку Чеге. Там вони знаходять таємну кімнату з гомункулом, котрого пізніше назвуть Роджером. Ліз торкається до Роджера і той висмоктує з неї сили. Він несподівано прокидається і від такої несподіванки вбиває Бада. Втративши свої сили, дівчина починає вмирати. Її рятує Хеллбой, який знаходить Роджера і гомункул повертає Ліз пірокінетичні сили.
Щоб краще дізнатися, як втримувати свої сили, Ліз відправляється до ченців храму Агартха в Уральських горах. Завдяки ченцям, Шерман навчається повністю контролювати свої сили й навіть створювати форми з вогню. Її сили збільшуються, коли вона знаходить стародавній артефакт, відкритий їй Мемнан Саа. Відкриті нею сили дозволяють їй легко спалити Ката Хем.

## Сили та можливості
- Пірокінез — Ліз вміє керувати вогнем.
- Бойова підготовка — вона є чудовим воїном і агентом.

## В інших медіа

### Фільми

#### Хеллбой: Герой із Пекла

Сельма Блер у ролі Ліз Шерман

У «Героєві з Пекла» Ліз ще до початку подій фільму відправляється в Психіатричну лікарню, щоб навчитися контролювати емоції. Після однієї з місій, до неї навідується Хеллбой. Напарник червоного, Джон Маєрс, намагається вмовити Ліз повернутися в Бюро, але вона не хоче. Після того, як агенти йдуть, в лікарню приходить Распутін і змушує Шерман спалити всю будівлю, після чого дівчину забирають в штаб Б. П. Р. О. Хеллбоя починає дратувати, що Маєрс проводить багато часу з Шерман, хоч насправді той просто намагається допомогти дівчині. Через деякий час Ліз спалює Самаелів. В Росії Шерман викрадає Распутін і змушує Хеллбоя впустити в наш світ Огдру Джахад. Маєрс кидає червоному хрест і той приходить до тями. Напівдемон закриває портал, вбиває Огдру Хем, який виліз з містика, і рятує Ліз.

#### Хеллбой 2: Золота Армія
У цьому фільмі дівчина грає не значну роль. Хеллбой дізнається, що Ліз завагітніла від нього і починає нервувати, але в кінці фільму все ж радіє, що стане батьком.

### Анімація

#### Хеллбой: Меч Штормів

Ліз Шерман в мультфільмах від дель Торо

В цьому мультфільмі Ліз, як і в коміксах, не вміє керувати своїми силами. Під час однієї з місій вона ледь не вбиває Ейба і Хеллбоя. Пізніше, разом з Сапієном, вона вилітає на пошуки червоного, але їхній літак терпить авіакатастрофу. Опинившись на безлюдному острові, вони стикаються з Огдру Хем. Для перемоги над монстром вона використовує свої сили.

#### Хеллбой: Кров і Залізо
Ліз знову працює в Б. П. Р. О. Вона, а також Хеллбой, Ейб Сапієн, Сідні Ліч та професор Брум відправляються в замок давно померлої вампірки, котру збираються воскресити її служниці.

## Ігри
Ліз Шерман згадується в грі «Injustice 2».